# Simple Authentication and Security Layer
Simple Authentication and Security Layer, SASL – metoda dodania warstwy (ang. layer) uwierzytelniania użytkownika dla protokołów opartych na połączeniach (ang. connection), wykorzystywana między innymi w protokole SMTP i XMPP, zdefiniowana w dokumencie RFC 2222 ↓, który w roku 2006 został zastąpiony przez RFC 4422 ↓.

## Opis
SASL umożliwia prostą implementację warstwy uwierzytelniania użytkownika na serwerze (np. za pomocą indentyfikatora i hasła). Żeby użyć SASL, protokół używa polecenia uwierzytelniającego i ewentualnie negocjuje sposób zabezpieczania kolejnych interakcji. W takim przypadku warstwa bezpieczeństwa jest umieszczona pomiędzy połączeniem a protokołem.
SASL jest często wykorzystywany przy usługach typu: 
- SMTP – umożliwiając wysyłanie poczty poprzez serwer pocztowy wyłącznie uprawnionym użytkownikom.
- LDAP – udostępniając zasoby katalogu w zależności od przydzielonych uprawnień np. w OpenLDAP